# Neivamyrmex mojave
Neivamyrmex mojave är en myrart som först beskrevs av Smith 1943.  Neivamyrmex mojave ingår i släktet Neivamyrmex och familjen myror. Inga underarter finns listade i Catalogue of Life.

## Bildgalleri

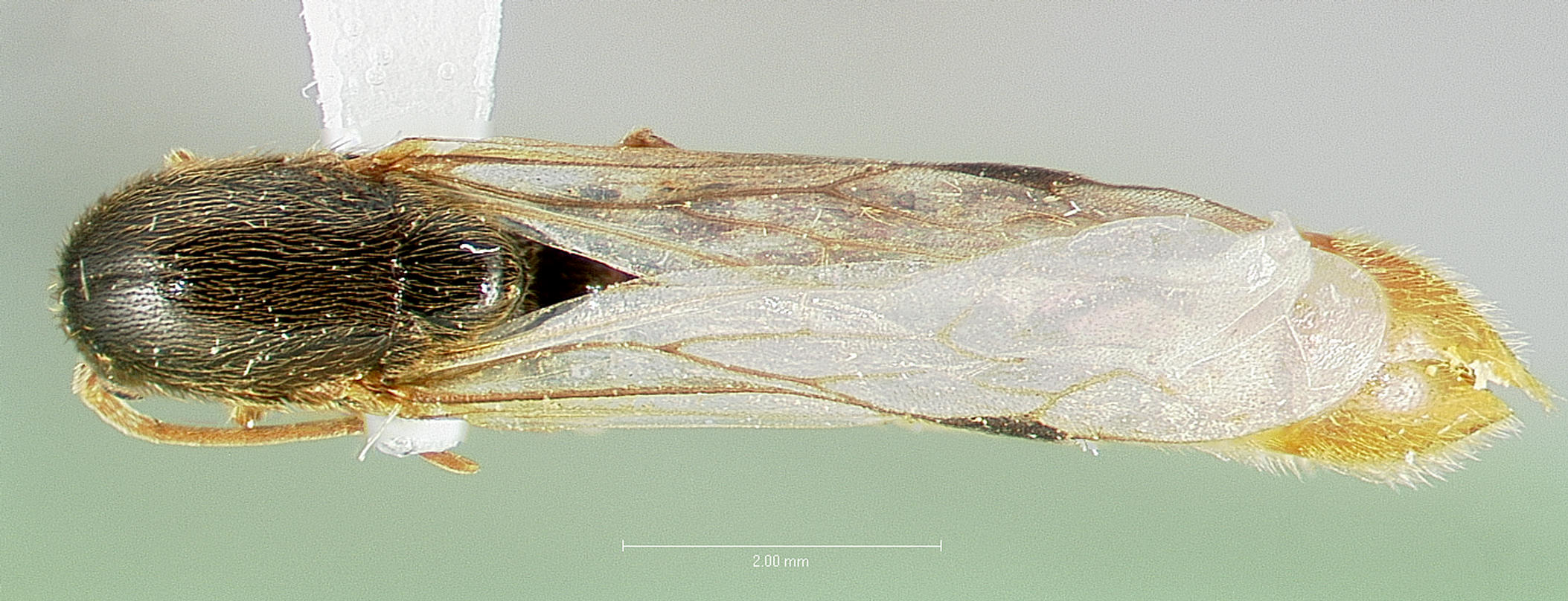
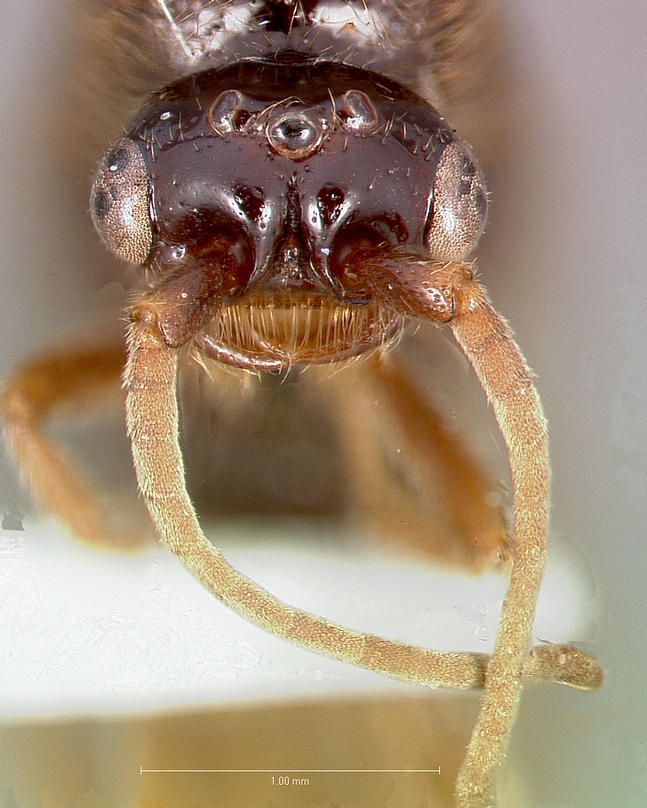
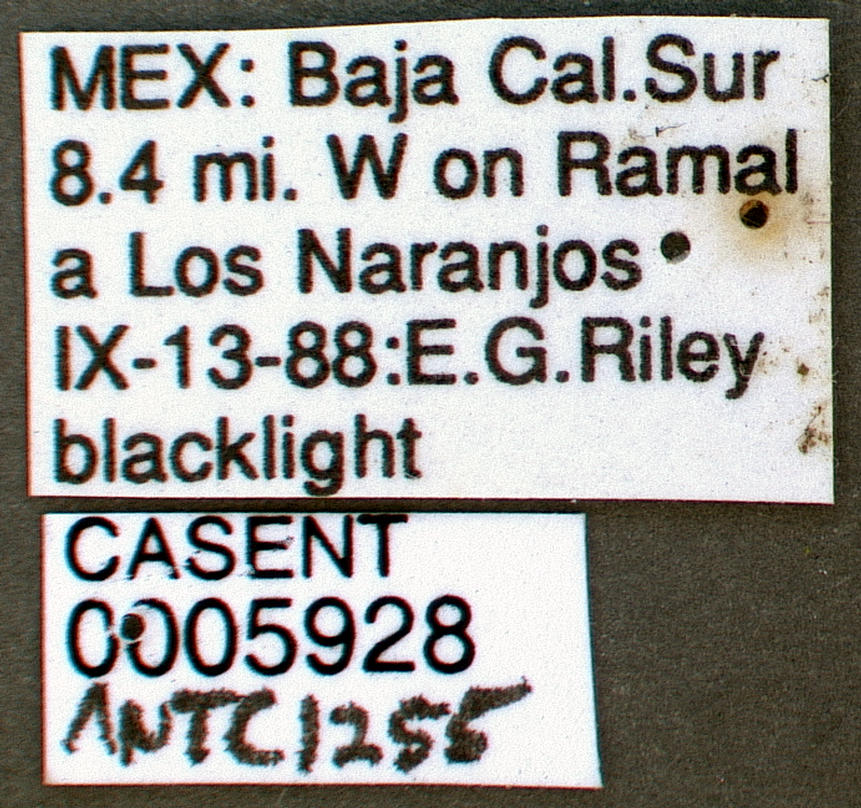
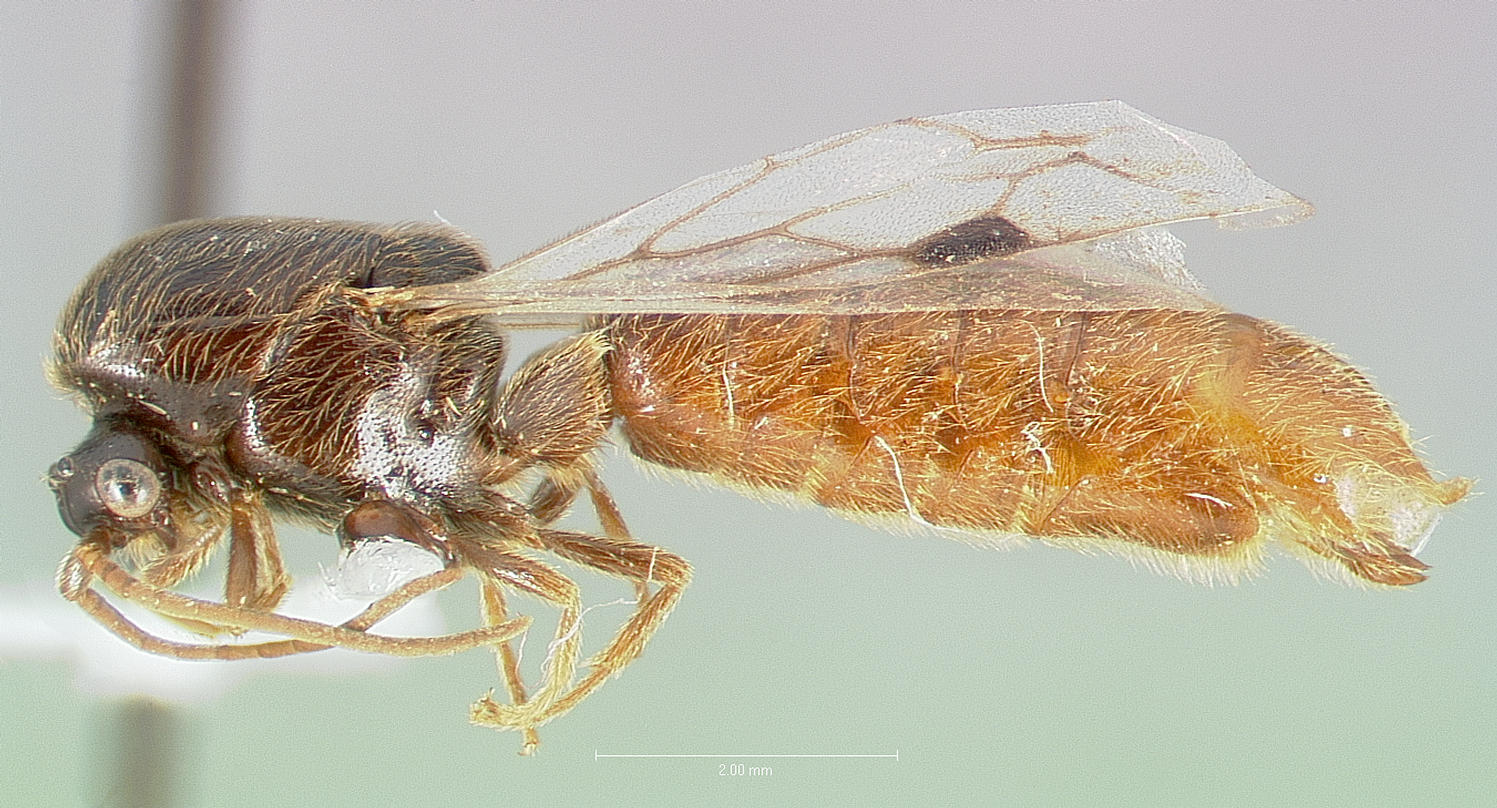